# اپوزیسیون متحد تاجیک
اپوزیسیون متحد تاجیک اتحادی بین لیبرال‌ها، دموکرات‌ها، و اسلامگرایان تاجیکستان بود که علیه دولت حاکم امامعلی رحمان رئیس‌جمهور این کشور در زمان جنگ داخلی تاجیکستان ایجاد شد.
این اتحاد که شامل احزاب اسلامی تندرو از جمله حزب نهضت اسلامی تاجیکستان و جمعیت اسلامی افغانستان بود، در جنگ داخلی تاجیکستان به همراه طالبان و القاعده به مبارزه مسلحانه با دولت تاجیکستان پرداخت. گرچه پیمان صلح در سال ۱۹۹۷ برای پایان جنگ و انحلال این اپوزیسیون امضا شد، اما هم‌اکنون گروهی از این اپوزیسیون به نام جنبش اسلامی ازبکستان فعالیت مسلحانه خود را پیگیری می‌کند.